# Carles
Carles è una municipalità di quarta classe delle Filippine, situata nella Provincia di Iloilo, nella Regione del Visayas Occidentale.
Carles è formata da 33 baranggay:
- Abong
- Alipata
- Asluman
- Bancal
- Barangcalan
- Barosbos
- Binuluangan
- Bito-on
- Bolo
- Buaya
- Buenavista
- Cabilao Grande
- Cabilao Pequeño
- Cabuguana
- Cawayan
- Dayhagan
- Gabi

- Granada
- Guinticgan
- Isla De Cana
- Lantangan
- Manlot
- Nalumsan
- Pantalan
- Poblacion
- Punta (Bolocawe)
- Punta Batuanan
- San Fernando
- Tabugon
- Talingting
- Tarong
- Tinigban
- Tupaz